# NGC 4632
NGC 4632 ist eine Spiralgalaxie vom Hubble-Typ Sc im Sternbild der Jungfrau. Sie ist rund 73 Millionen Lichtjahre von der Milchstraße entfernt.
Gemeinsam mit NGC 4666 und NGC 4668 bildet sie die kleine Galaxiengruppe LGG 299.
Entdeckt wurde das Objekt am 22. Februar 1784 von William Herschel.